# 美國派4：美國重逢
《美国派4：美国重逢》（英語：American Reunion）是2012年的一部喜劇電影，電影的編劇和導演是乔恩·赫维兹和海登·施拉兹伯格，這部電影是美國派系列電影的第四部，在2011年拍攝和製作。

## 剧情
離開高中生活的13年後，吉姆（Jason Biggs）和他的高中死黨奧茲（Chris Klein）、凱文（Thomas Ian Nicholas）、芬奇（Eddie Kaye Thomas）以及史戴弗勒（Seann William Scott），也都各自擁有了自己的事業與生活。吉姆依然與蜜雪兒（Alyson Hannigan）過著甜蜜的婚姻生活，甚至還有了一個2歲的小兒子－伊凡。但自從孩子出生後，吉姆和蜜雪兒開始沒有性生活。奧茲則為當紅的體育頻道解說員，連老婆米亞（Katrina Bowden）都是個超級女優。凱文則成了牙醫，結婚後與老婆雪麗同住。芬奇則是不斷地體驗世界各地的風情，並且沒放棄尋找他的真愛。史弗勒則到了間大公司擔任臨時工，放蕩不羈又傲慢的性格也讓他的上司及同事相當頭痛。
當年的老同學約翰（John Cho）負責籌備這次1999年東大瀑布高中同學會。吉姆和蜜雪兒為了同學會而回到了吉姆舊家和爸爸重逢（吉姆媽媽已於3年前去世）。也恰巧遇到了以前曾當過她保姆的卡拉（Ali Cobrin），將滿18歲的她準備去湖邊參加生日晚會。吉姆與奧茲等人約在酒吧碰面敘舊，卻意外被女酒保賽莉娜（Dania Ramirez）給認出（賽莉娜是蜜雪兒以前的好友，也是同個樂隊的成員）。而後，史戴弗勒和吉姆等人在酒吧巧遇，並加入了他們週末的活動。
隔天，吉姆一群人到了海灘準備享受假期。在那裡奧茲遇上了高中時代的女友海瑟（Mena Suvari）和她的前醫生男友朗（Jay Harrington），此外，凱文也和高中時代女友薇琪（Tara Reid）再度碰面。之後，吉姆等人與卡拉的男朋友AJ（Chuck Hittinger）和其朋友發生了小小的衝突，最後結局是史戴弗勒拉屎在他們放啤酒的冰桶裡，並且將他們兩艘水上摩托車撞爛。當天晚上，史戴弗勒帶着大家（除了蜜雪兒）到了一個湖畔邊的營火舞會，後來才發現原來是在幫卡拉慶生的生日慶祝派對。芬奇和賽莉娜而因這個夜晚更認識彼此，最後墜入愛河。派對結束後，吉姆負責地將已經醉醺醺的卡拉準備送回家，殊不知卡拉卻開始試圖勾引吉姆，吉姆努力阻止她，卻遇上了約翰，約翰誤以為車上是蜜雪兒。當吉姆沒辦法將醉倒的卡拉送回家時，便召回奧茲他們，命令他們負責引開卡拉父母的注意力，自己則偷偷從後面將卡拉送回房間，而在他們差點被卡拉爸爸發現而狗急跳「窗」時，正好被返回卡拉家的AJ看得一清二楚。隔天，凱文醉爆伴郎團醒來，發現自己和薇琪躺在同張床上，心裏似乎誤認為當晚與薇琪因酒後而亂性。
這天，史戴弗勒提議舉辦一個像高中時代瘋狂的派對，但發現大夥對於瘋狂的派對皆已意興闌珊。吉姆和蜜雪兒帶着吉姆爸爸諾亞一同參加了在史戴弗勒家的派對，準備趁此次的派對讓諾亞不再鬱鬱寡歡。酒過三巡後，諾亞誤打誤撞地開了一扇門，此時他邂逅了史戴弗勒的風騷媽媽珍妮（Jennifer Coolidge）。凱文向薇琪澄清昨晚的亂性之事，絕非故意，卻遭薇琪怒斥污辱她的清白，隨即轉頭離開。奧茲在派對上，因嗑藥而精神異常的米亞，以及嘲笑他在舞蹈節目上表現的朗，讓他相當悶悶不樂，海瑟安慰奧茲時，也試圖重燃她們之間的愛火，卻也成了米亞與海瑟爭執的導火線。派對上，沒有伴的史戴弗勒與之前的高中同學蘿妮相遇，並且相約讓對方快活，最後卻是史戴弗勒狠狠被擺了一道。蜜雪兒為了重建與吉姆的關係，特地準備了角色扮演服裝驚喜給吉姆，殊不知在蜜雪兒離開房間更衣時，卡拉卻再度溜進吉姆房間並勾引他。不料，卡拉的火爆男友AJ闖進房裡，不分青紅皂白地與兩人發生爭吵，最後引發吉姆與AJ兩派人馬在庭院裡大打出手，甚至引來警察關切。但其實，警察是來查扣芬奇的重機，原來芬奇並不如他之前所說的環遊世界那麼美好，他就只是個文具公司業務，重機也是向老闆「借」來的，也遭到逮捕（最後被媽媽保了出來）。芬奇被逮捕時，白目的史戴弗勒對他冷嘲熱諷，眾人也按耐不住性子，清楚告訴了史戴弗勒的頑劣性格所帶來的負面影響，這也是為何不通知史戴弗勒出席同學會的原因，史戴弗勒悻悻然地接受，派對也在彷彿鬧劇一般地結束了。
派對後，米亞離開了奧茲，史戴弗勒因回公司加班缺席同學會舞會，蜜雪兒也因派對上的誤會決定回去奶奶家，不陪同吉姆出席。而吉姆向諾亞坦承有了孩子後，夫妻兩人性生活變質的問題，諾亞向吉姆建議需要好好地把握時間陪着蜜雪兒。在同學會舞會上，吉姆她們看到了當時高中畢業每個人的願望，當時史戴弗勒的願望卻只有寫下「希望以後還能跟兄弟們一起開派對」。吉姆等人決定到了史戴弗勒的公司，告訴他如果不是他的關係，他們的高中生活不會這麼的多彩多姿。之後，史戴弗勒向他的小氣老闆辭去了工作並回到了同學會舞會。凱文在派對上與薇琪澄清誤會並重修舊好，芬奇為了撒謊的事向賽莉娜道歉，賽莉娜不但不生氣，反而更是激起了慾火，和芬奇在洗手間上演激情的戲碼。奧茲和海瑟復合，蜜雪兒也不再冷戰吉姆而重回親密的關係。薇琪的好友潔西卡出現在舞會上，並宣布她是一個蕾絲邊，薛曼（Chris Owen）則和蘿妮連上了線。史戴弗勒前曲棍球隊同志隊友，要求史戴弗勒能擔任他們同志婚禮的策劃。此時，一位女性拍了拍史戴弗勒的肩膀，原來是芬奇的媽媽瑞秋（Rebecca De Mornay），之後兩人看上眼，更在曲棍球場上公然地做起愛來。約翰與曾疏遠他的好友賈斯汀（Justin Isfeld）團聚，並高喊「Milf! Milf!」邊看着曲棍球場上的亂倫。
第二天早上，吉姆和卡拉互相為自己的行為向對方道歉。奧茲打算為了海瑟而留下來，芬奇則與賽莉娜有了歐洲旅行的計劃，史戴弗勒有意無意地透露昨晚與芬奇媽媽的性事，但沒人發現。吉姆向大家提議，以後一年至少也要一次的聚會，眾人同意並敬酒。
最後一幕，諾亞與珍妮出現在電影院，此時諾亞受到了前座情侶的指引，默默將手搭上珍妮的肩，卻勾起了珍妮的慾火，二話不說地往諾亞的跨下舔。

## 演员

### 主演
| 演員                                     | 角色                                         | 備註                                 |
| 傑森·畢格斯 Jason Biggs                  | 詹姆士·雷文斯汀(吉姆) James "Jim" Levenstein | 本劇主角。                           |
| 艾莉森·漢妮根 Alyson Hannigan            | 蜜雪兒·雷文斯汀 Michelle Levenstein          | 吉姆太太。                           |
| 湯瑪士·伊恩·尼可拉斯 Thomas Ian Nicholas | 凱文·邁爾斯 Kevin Myers                      | 吉姆死黨。                           |
| 克里斯·克萊 Chris Klein                  | 克里斯·奧斯崔格(奧茲) Chris "Oz" Ostreicher  | 吉姆死黨，現為體育頻道主持人。       |
| 西恩·威廉·史考特 Seann William Scott     | 史蒂夫·史戴弗勒 Steve Stifler                | 吉姆損友。                           |
| 艾迪·凱·湯瑪士 Eddie Kaye Thomas         | 保羅·芬奇 Paul Finch                         | 吉姆死黨。                           |
| 泰拉·瑞德 Tara Reid                      | 維多莉亞·拉森(薇琪) Victoria "Vicky" Lathum  | 凱文高中時代女友。                   |
| 米娜·蘇瓦利 Mena Suvari                  | 海瑟 Heather                                 | 奧茲高中時代女友，現與朗為男女朋友。 |
| 尤金·李維 Eugene Levy                    | 諾亞·雷文斯汀 Noah Levenstein                | 吉姆父親，性愛博士。                 |
| 珍妮佛·庫里姬 Jennifer Coolidge          | 珍妮·史戴弗勒 Jeanine Stifler                | 史蒂夫的母親。                       |
| 趙約翰 John Cho                          | 約翰 John                                    | 吉姆好友。籌辦同學會。               |
| 達妮雅·拉米瑞茲 Dania Ramirez            | 賽麗娜·薇格 Selena Vega                      | 蜜雪兒好友，女酒保。                 |

### 配角
| 演員                         | 角色                        | 備註                             |
| 卡特莉娜·鮑登 Katrina Bowden | 米亞 Mia                    | 奧茲的模特兒女友。               |
| 傑·哈靈頓 Jay Harrington     | 朗·道格拉斯 Dr. Ron Douglas | 海瑟男友，外科醫生。             |
| 艾莉·柯布琳 Ali Cobrin       | 卡拉 Kara                   | 諾亞的鄰居，吉姆曾當過她的保姆。 |
| 查克·希汀傑 Chuck Hittinger  | AJ AJ                       | 卡拉的暴躁男友。                 |
| 金·沃爾 Kim Wall             | 蘇珊 Susan                  | 卡拉媽媽，奧茲的粉絲。           |

### 客串
| 演員                                   | 角色                            | 備註                                         |
| 夏儂·伊莉莎白 Shannon Elizabeth        | 娜蒂亞 Nadia                    | 舞會時出場，恰巧看到吉姆和蜜雪兒親密的過程。 |
| 娜塔莎·諾伊尼 Natasha Lyonne           | 潔西卡 Jessica                  | 薇琪好友。舞會上出現時宣布自己為蕾絲邊。     |
| 克里斯·歐文 Chris Owen                 | 查克·薛曼 Chuck Sherman         | 舞會時出場。                                 |
| 蕾貝卡·德·莫妮 Rebecca De Mornay       | 瑞秋·芬奇 Rachel Finch          | 芬奇媽媽，舞會時出場，最後與史戴弗勒搞上。   |
| 尼爾·派翠克·哈里斯 Neil Patrick Harris | 主持人 Celebrity Dance-Off Host | 奧茲曾參加過的舞蹈節目主持人。               |
| 莫莉·琪克 Molly Cheek                  | 雷文斯汀太太 Mrs. Levenstein    | 吉姆媽媽，已去世三年。僅於錄影帶影像中出場。 |